# 竹内端三
竹内 端三（たけのうち たんぞう、1887年（明治20年）6月‐1945年（昭和20年）8月7日）は、日本の数学者。学位は、理学博士。東京帝国大学教授。東京出身。

## 略歴
- 1887年（明治20年）6月 - 東京に生れる。
- 1916年（大正5年） - 基礎体が1の3乗根の虚二次体{\displaystyle \mathbb {Q} ({\sqrt {-3}})}に対する「クロネッカーの青春の夢」を解決[2]。
- 1922年（大正11年） - 東京帝国大学教授。
- 1945年（昭和20年）8月7日 - 没。59歳[1]。

## 著作
ほとんどの著作は横書き・旧字旧仮名・漢字片仮名混じり文である。1960年代以降に復刊された著作はほとんどが横書き・新字新仮名・漢字平仮名混じり文に改められた。ただし、竹内 & 恩地 (1928)およびその複製竹内 & 恩地 (1982)は入門書であるため縦書き・旧字旧仮名・漢字平仮名混じり文である。

### 論文
- Takenouchi, T (1916). “On the relatively Abelian corpus with respect to the corpus defined by a primitive cubic root of unity”. Journal of the College of Science, Imperial University of Tokyo (Tokyo Teikoku Daigaku) 37.
- Takenouchi, T (1921). “On an indeterminate equation”. Physico-Mathematical Society of Japan (Physico-Mathematical Society of Japan) 3:  78-92.

### 単行本
- 『高等微分学』裳華房、1922年（大正11年）3月25日 エラー: 日付が正しく記入されていません。（説明）。NDLJP:960475。
  - 『高等微分学』裳華房、1925年（大正14年）2月11日 エラー: 日付が正しく記入されていません。（説明）。NDLJP:960476。
  - 『高等微分学』（増訂11版）裳華房、1927年（昭和2年）9月25日 エラー: 日付が正しく記入されていません。（説明）。NDLJP:1134844。
  - 『高等微分学』（増訂改版）裳華房、1932年（昭和7年）2月10日 エラー: 日付が正しく記入されていません。（説明）。
  - 『高等微分学』裳華房、1946年（昭和21年） エラー: 日付が正しく記入されていません。（説明）。
  - 『高等微分学』（訂 35版）裳華房、1948年（昭和23年） エラー: 日付が正しく記入されていません。（説明）。
- 『高等積分学』裳華房、1923年（大正12年）9月15日 エラー: 日付が正しく記入されていません。（説明）。NDLJP:979077。
  - 『高等積分学』（修正第5版）裳華房、1925年（大正14年）2月11日 エラー: 日付が正しく記入されていません。（説明）。NDLJP:979078。
  - 『高等積分学』（訂34版）裳華房、1949年（昭和24年） エラー: 日付が正しく記入されていません。（説明）。
- 『極限論』南郊社、1925年（大正14年）12月10日 エラー: 日付が正しく記入されていません。（説明）。NDLJP:1017997。
- 『整数論』共立社〈輓近数学叢書 第1編〉、1925年（大正14年）12月17日 エラー: 日付が正しく記入されていません。（説明）。NDLJP:1018008。
  - 『整数論』（改新版）共立出版、1946年（昭和21年） エラー: 日付が正しく記入されていません。（説明）。
- 『函数論』 上巻、裳華房、1926年（大正15年）4月7日 エラー: 日付が正しく記入されていません。（説明）。NDLJP:1020018。
- 『函数論』 下巻、裳華房、1926年（大正15年）6月5日 エラー: 日付が正しく記入されていません。（説明）。NDLJP:1020023。
  - 『函數論』 上卷（増訂改版）、裳華房、1932年（昭和7年）2月 エラー: 日付が正しく記入されていません。（説明）。
  - 『函數論』 下卷（増訂改版）、裳華房、1932年（昭和7年）2月 エラー: 日付が正しく記入されていません。（説明）。
  - 『函数論』 上巻（新版）、裳華房、1966年（昭和41年）11月 エラー: 日付が正しく記入されていません。（説明）。ISBN 978-4-7853-1022-6。 - 新字新仮名・漢字平仮名混じり文。
  - 『函数論』 下巻（新版）、裳華房、1967年（昭和42年）10月 エラー: 日付が正しく記入されていません。（説明）。ISBN 978-4-7853-1023-3。 - 新字新仮名・漢字平仮名混じり文。
  - 『函数論』 上巻（新版）、裳華房、2015年（平成27年）6月 エラー: 日付が正しく記入されていません。（説明）。ISBN 978-4-7853-0625-0。 - 竹内 (1966)のオンデマンド版。裳華房 東京開業120周年記念復刊。
  - 『函数論』 下巻（新版）、裳華房、2015年（平成27年）6月 エラー: 日付が正しく記入されていません。（説明）。ISBN 978-4-7853-0626-7。 - 竹内 (1967a)のオンデマンド版。裳華房 東京開業120周年記念復刊。
- 『面白い数学』恩地孝四郎絵、アルス〈日本児童文庫 53〉、1928年（昭和3年）9月5日 エラー: 日付が正しく記入されていません。（説明）。NDLJP:1168142。
  - 『面白い数学』恩地孝四郎絵、名著普及会〈日本児童文庫 復刻版 53〉、1982年（昭和57年）8月 エラー: 日付が正しく記入されていません。（説明）。
- 『積分方程式』 續［第5］、共立社書店〈輓近高等數學講座〉、1930年（昭和5年）-1931（昭和6年） エラー: 日付が正しく記入されていません。（説明）。
  - 『積分方程式』共立社、1933年（昭和8年）3月 エラー: 日付が正しく記入されていません。（説明）。
  - 『積分方程式論』 第19巻（新修版）、共立社書店〈輓近高等数学講座〉、1934年（昭和9年）5月20日 エラー: 日付が正しく記入されていません。（説明）。 - 第1章から第7章までに竹内 (1930)の内容を収録。付録の問題解答に竹内 (1933b)の内容を収録。
  - 『積分方程式論』（4版）共立出版、1947年（昭和22年）4月30日 エラー: 日付が正しく記入されていません。（説明）。NDLJP:1078609。
  - 『現代語訳 積分方程式論』(伊藤榮信 訳)、一粒書房、2022年10月4日。ISBN 978-4-86743-123-8。 積分方程式論（4版）の復刻
- 『群論初歩』 第11巻、共立社〈輓近高等数学講座〉、1931年（昭和6年） エラー: 日付が正しく記入されていません。（説明）。
  - 『群論』 第15巻（新修版）、共立社書店〈輓近高等数学講座〉、1933年（昭和8年）10月18日 エラー: 日付が正しく記入されていません。（説明）。
  - 『群論』共立出版、1933年（昭和8年）10月18日 エラー: 日付が正しく記入されていません。（説明）。
  - 『群論』（4版）共立出版、1947年（昭和22年）4月30日 エラー: 日付が正しく記入されていません。（説明）。NDLJP:1063306。
- 『函数論初歩』 第12巻、共立社〈輓近高等数学講座〉、1931年（昭和6年） エラー: 日付が正しく記入されていません。（説明）。
  - 『函数概論』 第13巻（新修版）、共立社書店〈輓近高等数学講座〉、1934年（昭和9年）1月25日 エラー: 日付が正しく記入されていません。（説明）。 - 第1章から第4章までに竹内 (1931b)の内容を収録。
  - 『函数概論』（4版）共立出版、1946年（昭和21年）9月15日 エラー: 日付が正しく記入されていません。（説明）。NDLJP:1063358。
  - 『函数概論』（改訂版）共立出版、1967年（昭和42年）6月20日 エラー: 日付が正しく記入されていません。（説明）。 - 新字新仮名・漢字平仮名混じり文。
- 『新修三角』三省堂、1934年（昭和9年）8月12日 エラー: 日付が正しく記入されていません。（説明）。NDLJP:1112681。
- 岩波書店 編「楕円函数論 1-4、代数函数論」『岩波講座数学』 第4（解析学）、岩波書店、1935年（昭和10年） エラー: 日付が正しく記入されていません。（説明）。
  - 『楕円函数論』岩波書店〈岩波全書 第74〉、1936年（昭和11年）5月15日 エラー: 日付が正しく記入されていません。（説明）。 - 竹内 (1935a)の修正増補。
  - 『楕円函数論』（7版）岩波書店〈岩波全書 第74〉、1948年（昭和23年）6月30日 エラー: 日付が正しく記入されていません。（説明）。ISBN 4-00-021327-X。NDLJP:1063357。
- 『女子算術教科書教授参考資料』（新訂）三省堂、1935年（昭和10年）12月7日 エラー: 日付が正しく記入されていません。（説明）。NDLJP:1024433。
- 『新修代数』（改訂版）三省堂、1935年（昭和10年）8月9日 エラー: 日付が正しく記入されていません。（説明）。NDLJP:1035757。
- 『新修算術』（改訂）三省堂、1935年（昭和10年）7月25日 エラー: 日付が正しく記入されていません。（説明）。NDLJP:1037100。
- 『新修幾何(平面幾何)教授参考書』（改訂）三省堂、1936年（昭和11年）8月10日 エラー: 日付が正しく記入されていません。（説明）。NDLJP:1033901。
- 『新修代数 教授参考書』（改訂版）三省堂、1936年（昭和11年）5月15日 エラー: 日付が正しく記入されていません。（説明）。NDLJP:1053235。
- 大塚数学会 編『数学の本質 講演集』甲鳥書林、1944年（昭和19年） エラー: 日付が正しく記入されていません。（説明）。

### 共著・編著・共編著
- 中川銓吉、竹内端三『新撰解析幾何学教科書 平面之部、立体之部』冨山房、1921年（大正10年）7月16日 エラー: 日付が正しく記入されていません。（説明）。NDLJP:960384。
  - 中川銓吉、竹内端三『新撰解析幾何学教科書』（再訂増補）冨山房、1926年（大正15年） エラー: 日付が正しく記入されていません。（説明）。NDLJP:960385。
- 佐藤正孝、竹内端三『函数論』 上・下巻（増訂改版）、裳華房、1937年（昭和12年） エラー: 日付が正しく記入されていません。（説明）。
- 佐藤正孝、竹内端三『函数論 問題解説』 上・下巻、裳華房、1948年（昭和23年） エラー: 日付が正しく記入されていません。（説明）。

## 関係項目
- 円分体
- クロネッカーの青春の夢
- 楕円関数
- 高木貞治
- 類体論
- レオポルト・クロネッカー